# ألان كوبر
ألان كوبر (18 مارس 1916 بسيدني في أستراليا - 7 سبتمبر 1970) (بالإنجليزية: Allan Cooper)‏ هو لاعب كريكت أسترالي.

## وصلات خارجية
- ألان كوبر على موقع إي آس بي آن كريك إنفو (الإنجليزية)